# دهستان بلوران
بلوران، دهستانی است از توابع بخش درب گنبد شهرستان کوهدشت در استان لرستان ایران مشتمل بر ۱۷ روستا که بزرگترین و مرکز آنها روستای بلوران است.

## روستاهای دهستان بلوران
- بلوران
- بره کاظم
- سرناوه چنگیزی/رشنو
- خیران بره
- سرناوه چنگیزی/گل کرم
- چشمه سفید
- بره ترک
- بره جولا
- گنج علی
- بره انار
- بره خیره
- بره شیخ عالی
- سیاه چشمه
- کاظم آباد/چنارگره
- بره سیداحمد
- بره کلک
- گنج علی پایین/بلین

## جمعیت
براساس سرشماری سال ۱۳۹۵ جمعیت آن ۳۰۸۲ نفر (۸۲۴ خانوار) بوده‌است.

## نقشه
نقشه ی بلوران